# مقياس الإشعاع الحراري

توضيح تركيب البولومتر.

مقياس الإشعاع الحراري (بالإنجليزية: Bolometer)‏ (أو حرفياً بولومتر)  هو جهاز لقياس طاقة الأشعة الساقطة مثل الموجات الكهرومغناطيسية. وقام باختراع هذا الجهاز عالم الفلك الأميركي  صموئيل بييربونت لانجلي  في عام 1878.
ويأتي أصل كلمة Bolo عن اللغة اليونانية bole التي تعني «رمي» أو «شعاع» وبولومتر تعنى على ذلك «مقياس أشعة»، وأحينا يسمى الجهاز «مجس الأشعة». وهو يقيس طاقة الأشعة للمصادر الضعيفة نسبيا مثل الأشعة تحت الحمراء والضوء المرئي والأشعة فوق البنفسجية وكذلك الميكروويف، ويسجل المجس الأشعة عن طريق قياس الحرارة الناشئة عنها.

## استخداماته
يستعمل لقياس أشعة الأجرام السماوية في علم الفلك وطيف الأشعة تحت الحمراء بصفة خاصة وكذلك البلازما. وهو يتميز بالمقارنة بعدادات أخرى تقيس الأشعة مثل خلية شمسية أو ثنائي ضوئي أن البولومتر له نطاق أوسع بالنسبة إلى طول الموجة المقاسة، وحساسيته تفوق حساسية تلك الوسائل الأخرى. لذلك يستخدم أيضا لقياس الأشعة تحت الحمراء البعيدة أو الأشعة في نطاق تيرا هرتز.
وبحسب طول موجة المصدر المراد قياسه، وزمن الاستجابة والحساسية المرغوبة ـ فتوجد عدة أنواع من المجسات الحرارية:
- رقيقة من البلاتين أو الذهب مسودة، تمتص الأشعة
- ثرميستور
- بولومتر رقيق مشكّل ويتميز بسرعة الاستجابة
- مجس فائق التوصيل وهو يتميز بالحساسية العالية.

تغير حرارة الأشعة الكهرومغناطيسية الساقطة مقاومة المجس، وعن طريق الجهد الكهربائي الموصل به يمكن قياس التيار الكهربائي الناتج ومعايرة الجهاز وأخذ القراءات.
ويستخدم البولومتر أيضا لقياس الجسيمات المتعادلة كهربائيا، ويستخدم حتى لأغراض الكشف عن المادة المظلمة. وتدعم عملها وحساسيتها استخدام تقنية التبريد cryogenetics ، ويسمى أحيانا العدادات الحرارية .
كما يمكن تنظيم مصفوف من تلك المجسات على لوحة لأخذ الصور (مجس للصورة) في نطاق الأشعة تحت الحمراء المتوسطة والبعيدة أو تطبيقها في كاميرات التصوير الحراري.
منها أنواع دقيقة جدا بولومتر مجهري

## تطبيقات في علم الفلك
بينما يمكن استخدام البولومتر لقياس الإشعة بأي تردد توجد لمعظم الأحزمة ذات طول موجة معينة طرق أخري للقياس تكون أكثر دقة منها. ففي حيز طول موجة مليمترية أو أقصر (بين 200 ميكرومتر إلى 1 مليمتر) فتلك البولومترات تصنف أيضا كبولومتر الأشعة تحت الحمراء البعيدة أو بولومتر تيراهرتز. وتلك البولومترات من ضمن أشد الكواشف حساسية ، فهي تستخدم لذلك في الرصد الكوني عند تلك الترددات أو عند تلك أطوال الموجات للأشعة. ولكي نتوصل إلى احسن حساسية فإنه يلزم تبريد تلك البولومترات إلى أقل من 1 درجة كلفن (أي قريبا من درجة الصفر المطلق)؛ في معظم الأحوال بين 50 مللي كلفن إلى نحو 300 مللي كلفن. ومن الأمثلة الهامة نجد مقاييس الإشعاع الحراري في أجهزة الرصد الفلكي في حيز المليمتر أو أقل، كما نجدالبولومترات في مرصد هيرشل الفضائي وتلسكوب جيمس كليرك ماكسويل، والمرصد الطائر ًصوفيا SOFIA المحمول على طائرة بوينغ للرصد من طبقات الجو العليا بعيدا عن الغبار والأدخنة فوق السحاب.